# Hydropsyche buergersi
Hydropsyche buergersi là một loài Trichoptera trong họ Hydropsychidae. Chúng phân bố ở miền Australasia.